# Aristómenes de Alicia
Aristómenes de Alicia o Aristómenes el Acarnanio (en griego Ἀριστομένης, nacido en el siglo II a. C. y muerto en el II) fue regente y primer ministro de Egipto en el período Ptolemaico durante el reinado del faraón-niño Ptolomeo V. 
Aristómenes, hijo de Meneas, era natural de la ciudad de Alicia, en la región de Acarnania de Grecia. Migró a Egipto en algún momento después de 216 a. C. y se convirtió en regente del país en 201 suplantando a Tlepólemo. Hacia 197/196 a. C., cuando Ptolomeo V contaba 12 años y se hizo con el control personal del reino, Aristómenes asumió el rol de primer ministro, tal y como se recoge en el «Decreto de Menfis» emitido en marzo de 196 e inscrito en la celebérrima Piedra de Rosetta. Fue depuesto, por razones desconocidas, en 192 a. C.